# 朝暘学校

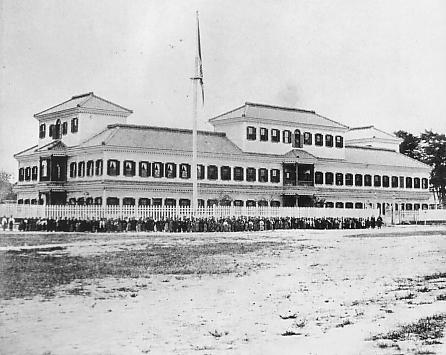
朝暘学校

朝暘学校（ちょうようがっこう）は、1876年（明治9年）に県令三島通庸の命により現在の鶴岡市役所の敷地内に建設された洋風瓦葺3階建ての学校のことである。

## 沿革
そもそも鶴岡には藩校として致道館が存在した。しかし、県令三島通庸はあえて洋風の学校を建設した。これは明治政府に対する反感の強かったこの地方に、明治政府の威光と新しい時代が始まったことを告げるねらいがあった。そのため東京市参事での銀座煉瓦街建設の経験から当時の最高レベルの人材を集め、学校建設に力を注いだのである。
朝暘の名前は現在も鶴岡市内の小学校名として残っている。

## 概要
- 高さ：六丈二尺八寸
- 建坪：439坪
- 室数：42
- 工人：65,400人
- 工費：3万円

## 記念碑等
- 鶴岡市役所の敷地内に朝暘学校の記念碑がある。
- 同市内の井岡寺（せいこうじ）に建設指揮に当たった県官吏鹿児島県士族原口祐之の寿碑がある。

寿碑　表
鹿児島県士族
原口祐之
裏
鶴岡県第二大区一小区
朝暘学校建築
明治九年丙子八月
大工頭　　鶴岡　大工町　高橋権吉　（※高橋兼吉か）
　　　　　　　　　同町　石井棟治
大工小頭　川北　中島村　斎藤文治
　　　　　　　　水沢村　瀬尾平蔵
　　　　　　　　　同　　瀬尾要太郎
　　　　　鶴岡　高畑町　松村嘉吉
　　　　　同　　荒町裏町　佐藤伝吉
　　　　　酒田　近江町　五十嵐伝二
　　　　　同　　米屋町　相庭徳兵衛
　　　　　　　　三ヶ沢村　半沢重夫
　　　　　鶴岡　東島　　古沢定吉
　　　　　同　　大工町　石井作
瓦師　　　鶴岡　鍛冶町　中村三治郎
壁師　　　鶴岡　大山海道　田中勘四郎
石工頭　　鶴岡　三日町　志田繁蔵
　　　　　同　　十日町　進藤弥蔵
- 朝暘学校の50分の1スケールの精巧な模型が、鶴岡市役所向かいの旧庄内藩校致道館に展示されている。

## 寿碑建立経緯
朝暘学校の建設は、地元の全面的な合意があったわけではなく、三島通庸県令に対する反発も大きかった。その三島と同じ薩摩藩士にもかかわらず、このような記念碑が建立されたわけで、建設指揮に当たった、県官吏原口祐之がいかに技術力と人望を兼ね備えた人物であったかをうかがうことが出来る。